# 蓋勒敏省
28°59′N 10°04′W / 28.983°N 10.067°W
蓋勒敏省（阿拉伯语：‎），是摩洛哥的省份，位於該國中部，由蓋勒敏-農河大區負責管轄，首府設於蓋勒敏，面積2,875平方公里，2014年人口187,808，人口密度每平方公里65人。